# Dzjamilja
Dzjamilja (russisk: Джамиля) er en sovjetisk spillefilm fra 1968 af Irina Poplavskaja.
Filmens manuskript er skrevet af Tjingiz Ajtmatov og er baseret Ajtmatovs roman af samme navn fra 1958.

## Handling
Filmen fortælles fra fortællerens synspunkt, en kunstner, der maler scener af det kirgisiske liv på landet. Disse malerier er baseret på hans barndom, som han reflekterer over for størstedelen af filmen. Hoveddelen af filmen foregår under den store fædrelandskrig i det nuværende Kirgisistan. Dzjamilja, en ung kvinde, følger sine forældres ordrer og gifter sig med Sadik, en mand, som hun ikke elsker. Efter at have giftet sig med Dzjamilja, bor Sadik hos hende i kun fire måneder, hvorefter han bliver efter bliver sendt til fronten. I denne periode gik kvinder, ældre og børn i markerne og sendte hvede til frontlinjerne, hvor mændene kæmpede. Dzjamilja savner sin mand, men forelsker sig dog i frontsoldaten Danijar, som allerede er vendt tilbage fra krigen. Efter at Sadik er blevet såret, skriver han i et brev, at han vender hjem om to måneder, hvilket gør alle glade, bortset fra Dzjamilja og Danijar, som er tvunget til at konfrontere virkeligheden af deres forhold.

## Medvirkende
- Natalja Arinbasarova som Dzjamilja
- Sujmenkul Tjokmorov som Danijar
- Nasreddin Dubashev
- Aliman Zhankorozova som Dzhanyl
- Altynbek Kenzhekov som Sadyk